# ディラック測度
数学におけるディラック測度（ディラックそくど、英: Dirac measure）は、適当な集合 X（に X の部分集合からなる任意のσ-代数を入れたもの）上で、点 x ∈ X に対して、定義される測度 δx であって、任意の（可測）部分集合 A ⊆ X に対して
{\displaystyle \delta _{x}(A)=1_{A}(x)={\begin{cases}0,&x\not \in A;\\1,&x\in A\end{cases}}}
を満たすものを言う。ただし 1A は A の指示関数を表す。
ディラック測度は確率測度であり、確率の言葉で言えば標本空間 X においてほとんど確実に x が起こるかどうかを表すものである。この測度を x における単原子元と呼ぶこともある。ただし、ディラックデルタを（デルタ列の極限として）点列で定義する場合には、ディラック測度を原子測度（atomic measure）として扱うことは正しくない。ディラック測度は X 上の確率測度全体の成すの凸集合の極値点である。
その名称は、測度が特別な種類のシュヴァルツ超函数として得られるという事実に基づいての、（例えば実数直線上で定義される）シュワルツ超函数として考えたディラックのデルタ関数からの逆成である。また、等式
{\displaystyle \int _{X}f(y)\,d\delta _{x}(y)=f(x)}
（これをデルタ函数の定義の一部として書くときには
{\displaystyle \int _{X}f(y)\delta _{x}(y)\,dy=f(x)}
の形に書くのが普通）は、ルベーグ積分論における定理として成立する。

## ディラック測度の性質
以下、δx は適当な可測空間 (X, Σ) において、一つ選んで固定した点 x を中心とするディラック測度を表す。
- δx は確率測度であり、したがって有限測度である。

また、(X, T) は位相空間で、Σ が少なくとも X 上のボレル代数 σ(T) と同程度には細かいと仮定する。
- δx が狭義正測度であるための必要十分条件は、位相 T がすべての空でない開集合に x が含まれるようなものであることである。例えば、自明な位相 {∅, X} の場合が挙げられる。
- δx が確率測度であることからは、局所有限測度でもあることもわかる。
- ハウスドルフ位相空間 X にそのボレル代数を併せて考えるとき、δx は内部正則測度であるための条件を満たす。なぜならば、 {x} のような単集合は常にコンパクトであるからである。したがって δx はラドン測度でもある。
- 多くの応用においてそうであるように、位相 T は十分細かく {x} が閉となるものと仮定する。このとき δx の台は {x} である（そうでない場合、supp(δx) は (X, T) における {x} の閉包をとる）。さらに、δx は台が {x} であるような唯一つの確率測度である。
- X が n-次元ユークリッド空間 Rn に通常の σ-代数と n-次元ルベーグ測度 λn を入れたものとするとき、δx は λn に関して特異である。実際、Rn を単純に A = Rn ∖ {x} と B = {x} に分解すれば、δx(A) = λn(B) = 0 が成立する。